# Wierchówka
Wierchówka (ukr. Верховка) – wieś położona na Ukrainie, w obwodzie wołyńskim, w rejonie łuckim, liczy 162 mieszkańców.